# Villa Venino
Villa Venino, anche detta Villa Fassi Venino, è un'antica villa gentilizia italiana, situata a Novate Milanese, in Lombardia.
Ubicata nel centro storico della città, presenta una struttura semplice, distinta in una corte principale e in una corte secondaria, caratteristica propria delle ville storiche lombarde di derivazione agricola.
L'edificio, nella porzione di proprietà dell'amministrazione comunale, dal 2006 è adibito a polo culturale, con la presenza della biblioteca comunale e di alcuni uffici pubblici.

## Storia

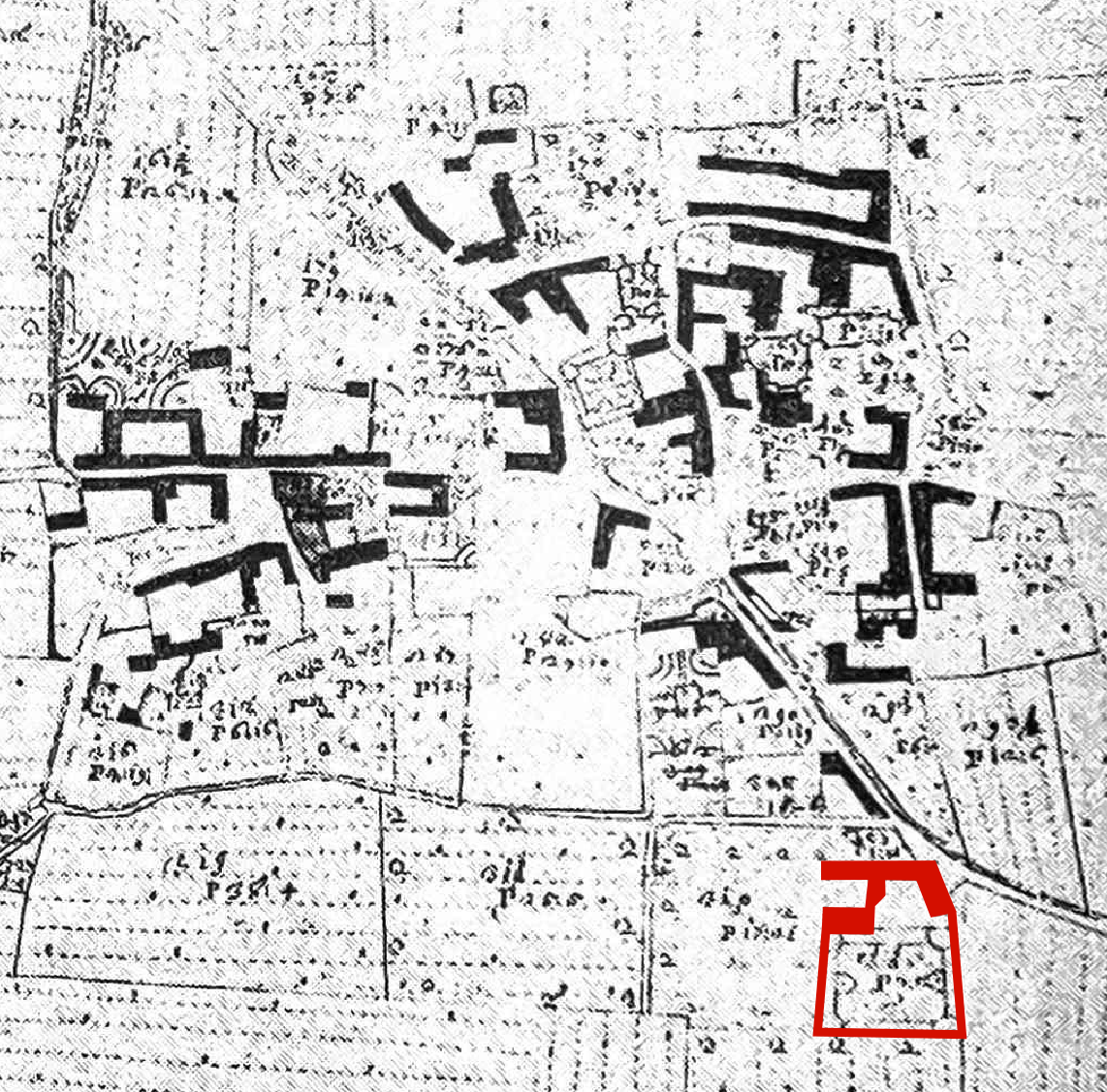
Il complesso di Villa Venino in una mappa del gennaio 1722

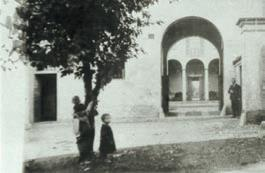
Villa Venino in una fotografia del 1880

Le origini dell'edificio andrebbero collocate nel XVII secolo, quando la villa era inserita in un contesto di carattere agricolo, come testimonia la caratteristica conformazione architettonica che prevedeva una netta distinzione tra la corte civile e la corte rurale.
A quel tempo, a Novate esistevano vaste coltivazioni di gelsi e asparagi tant'è che presso Villa Venino hanno dimorato a lungo, fino al secondo dopoguerra, alcune famiglie occupate nella manutenzione dell'edificio e del cortile, detto in milanese Tribiö, dove si eseguiva la trebbiatura del frumento e del granoturco.
Per risalire in maniera più puntuale alle prime informazioni sui titolari della villa occorre guardare alla mappa generale del territorio novatese eseguita nel 1722 dal geometra Antonio le Jeune, nella quale figurano inoltre alcune indicazioni sulla proprietà delle terre della città. In quell'anno la proprietà spettava ad un certo Carlo Federico Villa, mentre nel 1756 figurava passata ad un suo parente, Giovanni Battista Villa.
Con l'inizio dell'XIX secolo si è assistito all'avvento sulla scena della famiglia Venini, il cui cognome fu modificato in Venino per pronuncia giudiziale nel 1877: a partire dal primo titolare, Pietro Venini, fino all'ultima generazione dei Venino, costituita dalle sorelle Antonietta, Ernesta e Piera Venino. Sono stati i cinque eredi a cedere la villa storica in parte all'amministrazione comunale e in parte a soggetti privati.

## Descrizione
Porzione a uso pubblico
     Porzione a uso privato
     Giardino Lidia Conca
Villa Venino sorge presso largo Padre Ambrogio Fumagalli, un piazzale pedonalizzato riqualificato nel 2004, collocato nella porzione sud-est del centro storico novatese.
La costruzione si presenta come un impianto a blocco lineare, che delinea una corte principale e ali minori che danno vita alla corte secondaria.
Nella corte principale, un tempo corrispondente alla corte padronale della villa e oggi destinata alla funzione pubblica, spicca centralmente un portico con tripla arcata e, in posizione disallineata, si eleva dalla copertura superiore una torretta belvedere di forma quadrata.
L'intera struttura ha visto nel tempo un susseguirsi di interventi architettonici che ne hanno modificato le dimensioni, fino ad un'opera di restauro integrale che ha permesso alla porzione principale della villa di divenire sede, dal giugno 2006, della biblioteca e di alcuni uffici comunali, mentre nella porzione secondaria sono stati conservati servizi e abitazioni privati.
Di particolare pregio, all'interno della corte principale, è il soffitto del salone al pianterreno costituito da una cassettonatura decorata.

### Opere d'arte
Nei locali pubblici di Villa Venino sono esposte alcune opere dell'artista Padre Ambrogio Fumagalli, tra cui Autoritratto (olio su tela, anni 1940), Barche (olio su tela, anni 1950), Cavalli dell’Apocalisse (olio su tela, anni 1960), Creazione dell’Universo (olio su tela, 1970), Città (legno dipinto a rilievo, anni 1970), Pianura rossa (olio su tela, anni 1970), Vexilla regis (olio su tela, anni 1970), Meteora (mosaico, 1973).
Dell'artista si conserva inoltre un ciclo di oli su tela degli anni Settanta, dedicati al tema dell'atrocità dei campi di sterminio nazisti, tra cui figurano le opere Forno crematorio Gusen (1975) e Camera a gas Gusen (1978).
Nella sala di storia locale intitolata a Lorenzo Caratti di Valfrei è presente dal 2008 un dipinto a lui dedicato, realizzato dal pittore novatese Emanuele Gregolin nel primo anniversario della scomparsa. Il quadro raffigura in primo piano Lorenzo Caratti con alle spalle una scrivania e una riproduzione del dipinto Natività della Vergine di Camillo Procaccini.

### Giardino "Lidia Conca"
Nel 2010 è stato restaurato e aperto alla cittadinanza anche il giardino storico della villa, già acquisito dal comune unitamente alla corte principale e intitolato a Lidia Conca, utente della biblioteca novatese e lettrice volontaria di audiolibri per non vedenti.
Nel giardino si conservano numerosi esemplari arborei, anche secolari, appartenenti ad oltre venti specie, tra cui magnolie sempreverdi, querce rosse, bagolari e aceri ricci, insieme ad altrettante specie di cespugli e arbusti.
Nel giardino è infine collocata l'opera d'arte Il Sagittario, eseguita dalla milanese Federica Rapetti con la quale nel 2007 è risultata vincitrice del concorso d'arte indetto dalla città di Novate Milanese, anch'esso intitolato a Lidia Conca, nella sua prima edizione dal tema "nel silenzio del tempo la bellezza genera amore". L'opera raffigura il Sagittario, peraltro segno zodiacale della stessa Conca, nell'atto di scagliare una freccia che diviene stilo di una meridiana,  a rappresentare un nesso di collegamento tra bellezza e tempo.